# Jenna Reneau
Jenna Jordan Reneau (* 21. August 1991) ist eine US-amerikanische Schiedsrichterin im Basketball, die seit dem Jahr 2021 in der NBA tätig ist. Sie trägt die Uniform mit der Nummer 93.

## Karriere

### College-Basketball
Vor dem Einstieg in die NBA arbeitete sie als College-Basketballschiedsrichterin.

### National Basketball Association
Reneau begann im Jahr 2021 ihre NBA-Schiedsrichterlaufbahn beim Spiel der Orlando Magic gegen die Chicago Bulls.
Zuvor war sie als Schiedsrichterin in der NBA G-League tätig.

### Fédération Internationale de Basketball
Sie arbeitet zudem als FIBA-Basketballschiedsrichterin. Zusammen mit ihren Kolleginnen Amy Bonner und Blanca Burns war sie eine der ersten Schiedsrichterinnen, welche bei einer Basketball-Weltmeisterschaft der Herren zum Einsatz kamen.